# John Bowen (pirata)
John Bowen (16?? – 1704) fue un pirata de origen criollo activo durante la Edad de Oro de la Piratería.  Navegó con otros contemporáneos famosos, incluidos Nathaniel North (quien lo sucedería como capitán del último barco de Bowen, el Defiant ) y George Booth, quien fue su capitán cuando era tripulante a bordo del Speaker . Durante un período de cuatro años, Bowen recibió alrededor de 170 000 libras esterlinas en bienes y monedas y se retiró a Borbón por un breve período de tiempo antes de su muerte en 1704.

## Primeros años de vida
Nacido en las islas Bermudas, Bowen se mudó años después a la colonia de Carolina, donde se enroló en un barco inglés, sirviendo como suboficial. El barco en el que viajaba Bowen fue atacado y capturado por piratas franceses, secuestrando a su tripulación. Los piratas cruzaron el Océano Atlántico, en dirección a los refugios piratas en la isla de Madagascar, pero encallaron en el sur de las islas Bermudas. Bowen y otros de los prisioneros ingleses lograron apoderarse de la lancha del barco y navegaron las 15 leguas (72.5 kilómetros) hasta la ciudad de San Agustín . Bowen permaneció en San Agustín durante los siguientes 18 meses antes de finalmente decidir convertirse él mismo en un pirata. Se incorporó a la tripulación del capitán William Read, siendo elegido maestro de vela por la tripulación.
Tras la captura de Read de un gran barco indio, Bowen regresó a Madagascar y se unió a la tripulación del también pirata George Booth. En abril de 1699, Booth capturó un antiguo barco negrero de 450 toneladas y 50 cañones, el Speaker. Bowen sirvió bajo el mando de Booth hasta 1700, cuando los árabes mataron a Booth en la isla de Zanzíbar mientras este negociaba el reabastecimiento para su barco.

## Carrera pirata

### Capitán delSpeaker
Bowen inicialmente tuvo éxito en su carrera como capitán. Atacó a una flota de 13 barcos de origen moro y aunque algunos de ellos consiguieron escapar al amparo de la oscuridad, Bowen logró capturar un premio con un valor estimado de 100.000 libras esterlinas. Después de esto, Bowen atacó otros barcos, incluido un barco inglés de las Indias Orientales comandado por el capitán Conway en noviembre de 1701, frente a la costa india de Malabar. A pesar de estos ataques, Bowen pudo continuar comerciando en los puertos locales: tras su ataque al East Indiaman, Bowen lo remolcó abiertamente al puerto cercano de Callicoon y lo vendió a un comerciante local. El Speaker se perdió a fines de 1701 cuando, durante su viaje a Madagascar, encalló en las costas africanas de la isla de San Thomas frente a Mauricio. Sin embargo, Bowen y la mayor parte de la tripulación pudieron llegar nadando a la orilla. Después de tres meses en la isla, pudieron comprar una balandra y, después de convertirla en un bergantín (más tarde rebautizado como Content), él y su tripulación partieron y, al llegar a Madagascar, fundaron una ciudad en el fuerte Maratan .

### Como capitán delSpeedy Return
A principios de 1702, Bowen y varios piratas se apoderaron del Speedy Return, comandado por el capitán Drummond, así como del anciano Brigantine Content (algunas fuentes dicen Continent), ambos propiedad de la Compañía de Escocia, que Drummond había planeado llenar con esclavos en la isla de Santa María para venderlos después a propietarios de plantaciones portuguesas de cacao en África. El Speedy Return fue reacondicionado para su uso contra embarcaciones comerciales. El Speedy Return y el Content partieron juntos de Maratan, pero la primera noche del viaje, el Content encalló en una cornisa. Sin darse cuenta de esto, Bowen continuó navegando hacia las Islas Mascareñas. Esperaba encontrar el Rook Galley, ya que el barco había sido visto allí antes por exmiembros de la tripulación de Drummond. Sin embargo, el Rook Galley se había ido y Bowen decidió navegar a Mauricio para buscarla. Aún incapaz de encontrar el barco, Bowen no atacó a los barcos en el puerto, ya que no conocía su fuerza. En cambio, navegó a Augustin Bay, donde se encontró con el Content. Sin embargo, cuando se examinó el contenido, descubrió que no le servía de nada y mandó quemar la nave. La tripulación subió a bordo del Speedy Return.
A finales de 1702, Bowen volvió a encontrarse con el pirata Thomas Howard, quien, después de dejar a la tripulación de Bowen en Madagascar tras la pérdida del Speaker, había tomado, junto con otros piratas al Prosperous de 36 cañones, en el puerto de Mayotta. Para Navidad, Bowen y Howard decidieron unir sus fuerzas. En marzo de 1703, Bowen hizo carenar el Speedy Return y no fue hasta agosto de 1703 que juntos atacaron y saquearon el barco East Indiaman Pembroke cerca de la isla de Johanna en lasislas Comoras. Bowen y Howard luego atacaron dos barcos indios en el Mar Rojo, capturando el más grande y rebautizándolo como Defiant.
El capitán Thomas Green y su tripulación fueron acusados presuntamente de piratería por un tribunal escocés, sospechosos en parte de saquear la nave Speedy Return y matar a su capitán Robert Drummond. A pesar de que dos sobrevivientes del ataque de Bowen testificaron que Green no estaba involucrado, Green y dos de sus oficiales fueron ejecutados en 1705.

## Regreso a Rajapura, jubilación y muerte.
Tras declarar defectuosos al Speedy Return y al Prosperous, ambos fueron quemados y Bowen tomó el mando del Defiant. Habiendo tomado también una suma de £ 70,000 libras esterlinas, Bowen regresó al puerto de Rajapura, donde se dividió el botín con su tripulación, y Thomas Howard se quedó en tierra, luego viajó a las Islas Mascareñas donde él y otros 40 miembros de su tripulación dejaron el Defiant, con la intención de retirarse de la piratería y regresar a Madagascar. Sin embargo, dentro de los seis meses siguientes Bowen murió de una enfermedad intestinal no especificada y fue enterrado en el departamento de Bourbon. Después de su retiro, Nathaniel North fue elegido para reemplazarlo como capitán del Defiant.
La carrera de Bowen como pirata fue escrita más tarde por el capitán Charles Johnson, biógrafo de piratas que comúnmente se asocia a que es un seudónimo del escritor Daniel Defoe, en A General History of the Pyrates .